# میرتل پالاسیو
ایریس میرتل پالاسیو (به انگلیسی: Iris Myrtle Palaciao) OBE (زادهٔ ۱۹۴۸ در دانگریگا) معلم و برنامه‌ریز اجتماعی اهل بلیز است. او مدافع فرهنگ گاریفونا و حکمرانی متوازن در بخش عمومی است.
پالاسیو در سال ۱۹۴۸ در بلیز متولد شد.  او تحصیلاتش را در دانشگاه‌های محلی بلیز و سپس در دانشگاه‌های خارجی در زمینه‌های مختلفی مانند حسابداری، مدیریت بازرگانی و مطالعات شهری ادامه داد. پالاسیو همچنین در حوزه‌های مختلفی مانند کامپیوتر، سیاست و تاریخ فعالیت کرده است. او در زمینهٔ صنعت کامپیوتر و فناوری اطلاعات نیز فعالیت داشته و شرکت خود را در سال۱۹۸۴ تأسیس کرده است؛ این شرکت اولین شرکت فناوری اطلاعات در بلیز بوده‌است. در زمینهٔ سیاست، او به عنوان افسر ارشد انتخابات و مدیر بخش کامپیوتر و فناوری اطلاعات فعالیت کرده و در برگزاری انتخابات در بلیز و سایر کشورهای حوزهٔ کارائیب نقش داشته است.
پالاسیو به‌عنوان یک مورخ و مدافع فرهنگ گاریفونا شناخته می‌شود و در کتاب‌ها و مقالات خود به توضیح تاریخ و فرهنگ این اقلیت قومی پرداخته است. او همچنین به دلیل خدمات به جامعهٔ بلیز از سوی ملکه الیزابت دوم نشان امپراتوری بریتانیا دریافت کرده است.

## سنین جوانی و تحصیلات
پالاسیو در سال ۱۹۴۸ از والدینی به نام گوندولین تراپ و کورنلیوس کاچو در دانگریگا در بلیز متولد شد. خانوادهٔ او از مردم گاریفونا هستند، جامعه‌ای متشکل از مردم سیاه‌پوست آفریقایی و بومیان کارائیب. برادر او سیاستمدار بود که در سال ۲۰۰۹ درگذشت. پالاسیو در سال ۱۹۶۸ با مردم‌شناس بلیزی، جوزف پالاسیو، ازدواج کرد و دو بچه دارند.
پالاسیو در مدرسهٔ متدیست استن کریک و سپس کالج وسلی در بلیز سیتی تحصیل کرد و بعداً دیپلم تدریس را از کالج معلمی بلیز گرفت. در سال ۱۹۸۱، پالاسیو تصمیم به ادامهٔ تحصیل گرفت و مدرک لیسانس حسابداری و مدیریت بازرگانی را از دانشگاه کالیفرنیا، برکلی دریافت کرد. تحصیلات تکمیلی او ادامه یافت و در سال ۱۹۹۵ موفق به دریافت مدرک کارشناسی ارشد در مطالعات شهری از دانشگاه نیواورلئان شد.

## حرفه
پالاسیو دارای سه حرفهٔ موازی است: کارآفرین صنعت کامپیوتر، سیاستمدار و مورخ فرهنگ گاریفونا.

### شرکت کامپیوتر
پالاسیو در سال ۱۹۸۴، اولین شرکت در صنعت کامپیوتر و فناوری اطلاعات را در بلیز راه‌اندازی کرد. هدف آن استخدام زنان بود و آنها را قادر می‌ساخت که در خارج از خانه، شغلی برای خود ایجاد کنند.

### سیاست
در سال ۱۹۹۹، پالاسیو به عنوان افسر ارشد انتخابات و مرزها در بلیز منصوب شد و تا سال ۲۰۰۵ در این سمت خدمت کرد. او به عنوان مدیر ارشد بخش کامپیوتر و فناوری اطلاعات فعالیت کرد و کارش آموزش رأی‌دهندگان بود.
پالاسیو در موارد متعددی برای نظارت بر انتخابات بین‌المللی، بخشی از تیم نظارت بود یا آن را رهبری می‌کرد. در سال ۲۰۰۳، او تیم نظارت بر مراحل ثبت نام مجدد رأی‌دهندگان در آنتیگوآ و باربودا را رهبری کرد. در سال ۲۰۱۵، او بخشی از تیم ناظران انتخابات کشورهای مشترک‌المنافع بود که بر انتخابات در سنت وینسنت و گرنادین نظارت می‌کرد.
همچنین در سال ۱۹۹۹، او در سازمان ملل متحد در لاهه سخنرانی کرد و بیانیه‌ای را قرائت کرد که در آن مسائلی را که بلیز به عنوان یک کشور جهان سوم با آن مواجه بود و اقداماتی که توسط دولت برای مبارزه با آنها انجام می‌شد، ارائه‌کرد. به دنبال آن گزارشی به بررسی شکاف شمال و جنوب در بلیز و تأثیر آن بر مردم پرداخت.
بین سال‌های ۲۰۰۵ تا ۲۰۰۸، پالاسیو به‌عنوان مدیر دفتر حکومت‌داری کار می‌کرد. در سال ۲۰۱۰، پالاسیو گزارشی در مورد دموکراسی بلیز تهیه کرد که در آن به راهی که که بلیز پیموده بود، و همچنین مسائلی که با آن مواجه بود، اشاره کرد. در ژوئن ۲۰۱۱، او دو اثر «انتخابات در بلیز: حقیقت برهنه» و «آدوگوراهانی: پیاده‌روی از طریق معنویت‌گرایی گاریفونا» را منتشر کرد. پالاسیو از سال ۲۰۱۱ تا ۲۰۱۵ به عنوان دبیرکل حزب متحد خلق مشغول به کار بود.
پالاسیو کارشناس تاریخ سیاسی بلیز است. یکی از مشاهدات او در مورد اینکه چگونه رواج برنامه‌های گفتگوی فراخوان در رادیو بین سال‌های ۲۰۰۳ و ۲۰۰۸ به نامزدهای سیاسی این امکان را داد که بحث‌هایی را بین یکدیگر آغاز کنند، که توسط افرادی که از کارت‌های تلفنی که احزاب سیاسی از پیش پرداخت کرده بودند برای حمایت از یک طرف یا طرف دیگر حمایت می‌کردند. و بنابراین سعی در دستکاری افکار عمومی دارند.

## کنشگری گاریفونا

پرچم گاریفونا

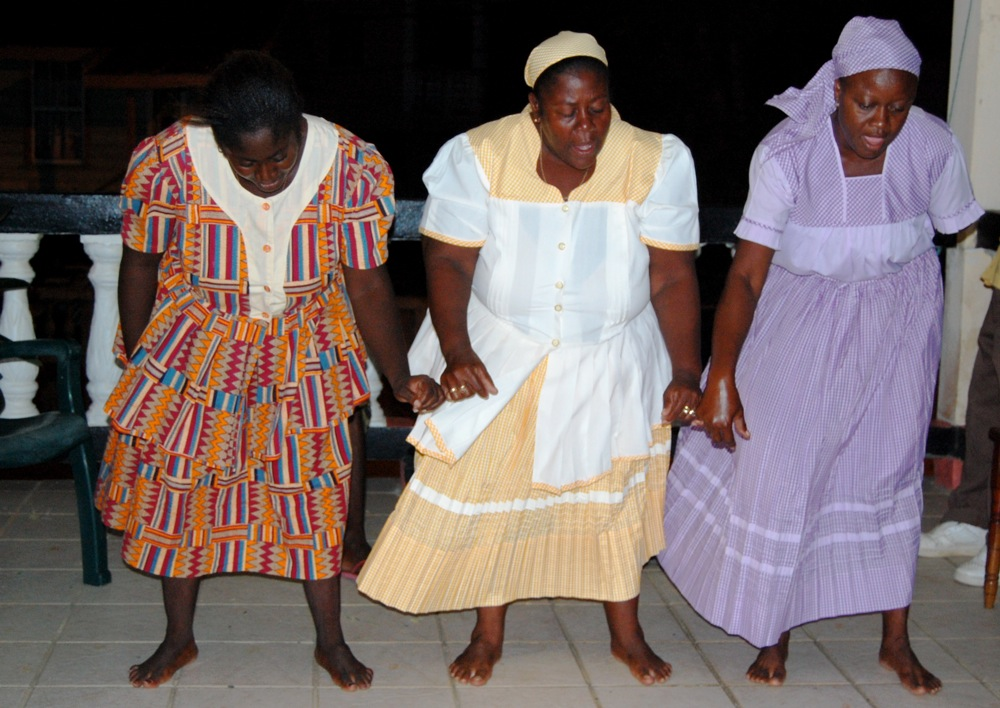
رقصندگان گاریفونا در دانگریگا، بلیز

پالاسیو مدافع صریح فرهنگ گاریفونا است که برخی از اولین کتاب‌ها را در این زمینه نوشته و به‌طور گسترده در مورد هویت گاریفونای خود صحبت کرده‌است. او متخصص تاریخ گاریفونا است - به ویژه چگونگی تکامل جمعیت و فرهنگ در بلیز. یکی از جنبه‌هایی که او دربارهٔ آن نوشته‌است، نحوهٔ رفتار متفاوت استعمارگران بریتانیایی با جمعیت گاریفونا و کریول است: کریول‌ها کمتر «سرسخت» بودند و به همین دلیل انتصاب‌های رسمی بیشتری به آنها داده می‌شد، که به قدرت سیاسی و اقتصادی بسیار بیشتری منجر شد. او دربارهٔ مهاجرت گاریفونا به ایالات متحده نیز مطالبی نوشته‌است.
پالاسیو در کتاب Adügürahani خود اولین کسی است که شرح مراسم دوگو و آیین‌های ۹گانهٔ آن را که برای زندگی معنوی گاریفونا بسیار مهم هستند، نوشته‌است. هدف کتاب پرایمر توضیح فرهنگ گاریفونا برای همه بود، اما با تمرکز ویژه بر آموزش کودکان.

## افتخارات
در سال ۱۹۹۹، پالاسیو به دلیل خدمات به جامعهٔ بلیز، توسط ملکه الیزابت دوم، جایزهٔ عضو نشان امپراتوری بریتانیا را دریافت کرد. در سال ۲۰۰۷، نشان امپراتوری بریتانیا به او اعطا شد.

## آثار
- Who and what in Belizean elections: 1954-1993. Glessima Research, 1993
- The First Primer on the People called Garifuna. Glessima Research & Services, 1993
- Adügürahani: A Walk Through Garifuna Spiritualism, Glessima Research & Services, 2011
- Electoral Politics in Belize: The Naked Truth, Glessima Research & Services, 2011